# 21074 Rügen
21074 Rügen este un asteroid din centura principală, descoperit pe 12 septembrie 1991, de Freimut Börngen și Lutz Schmadel.